# Nathan Rees

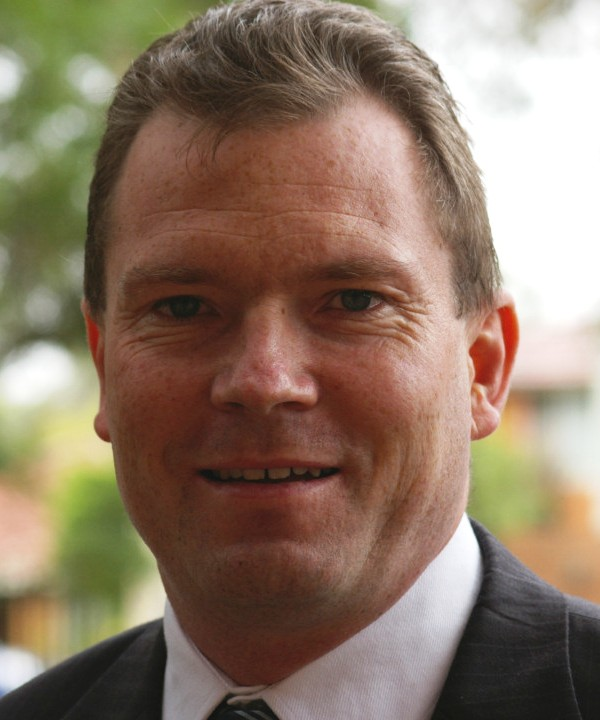
Nathan Rees (2007)

Nathan Rees (* 12. Februar 1968 in Sydney, New South Wales) ist ein australischer Politiker der Australian Labor Party (ALP), der zwischen 2008 und 2009 Premierminister von New South Wales war.

## Leben
Rees engagierte sich nach seiner Schulausbildung in der Gewerkschaft und war zunächst Sekretär der Gewerkschaft der Gemeinde- und Grafschaftsbeschäftigten (Municipal and Shire Employees Union), ehe er Berater von mehreren Arbeitsministern von New South Wales war.
Seine politische Laufbahn begann, als er als Kandidat der ALP im März 2007 im Wahlkreis Toongabbie zum Mitglied der Legislativversammlung von New South Wales gewählt wurde. Bereits kurz darauf wurde er von Premierminister Morris Iemma zum Minister für Wasserdienstprogramme und Notfalldienste ernannt und übernahm dann 2008 das Amt des Ministers für Wasser, das aus dem bisherigen Ministerium für Wasserdienstprogramme hervorgegangen war.
Im September 2008 kündigte Premierminister Iemma eine Kabinettsumbildung an, trat dann aber nach Widerstand in seiner eigenen Partei zurück. Daraufhin wurde Rees zum Vorsitzenden der ALP gewählt und übernahm am 5. September 2008 nach weniger als zwei Jahren Parlamentszugehörigkeit das Amt des Premierministers von New South Wales. Zugleich war er während seiner Amtszeit Minister für die Künste sowie 2009 für einige Zeit Minister für die Region Central Coast.
Allerdings wurde er bereits im Dezember 2009 vom eigenen Parteigremium mit 43 zu 25 abgewählt, so dass am 4. Dezember 2009 die bisherige Ministerin Kristina Keneally neue Premierministerin wurde.